# Plaza de los Chisperos de Chamberí

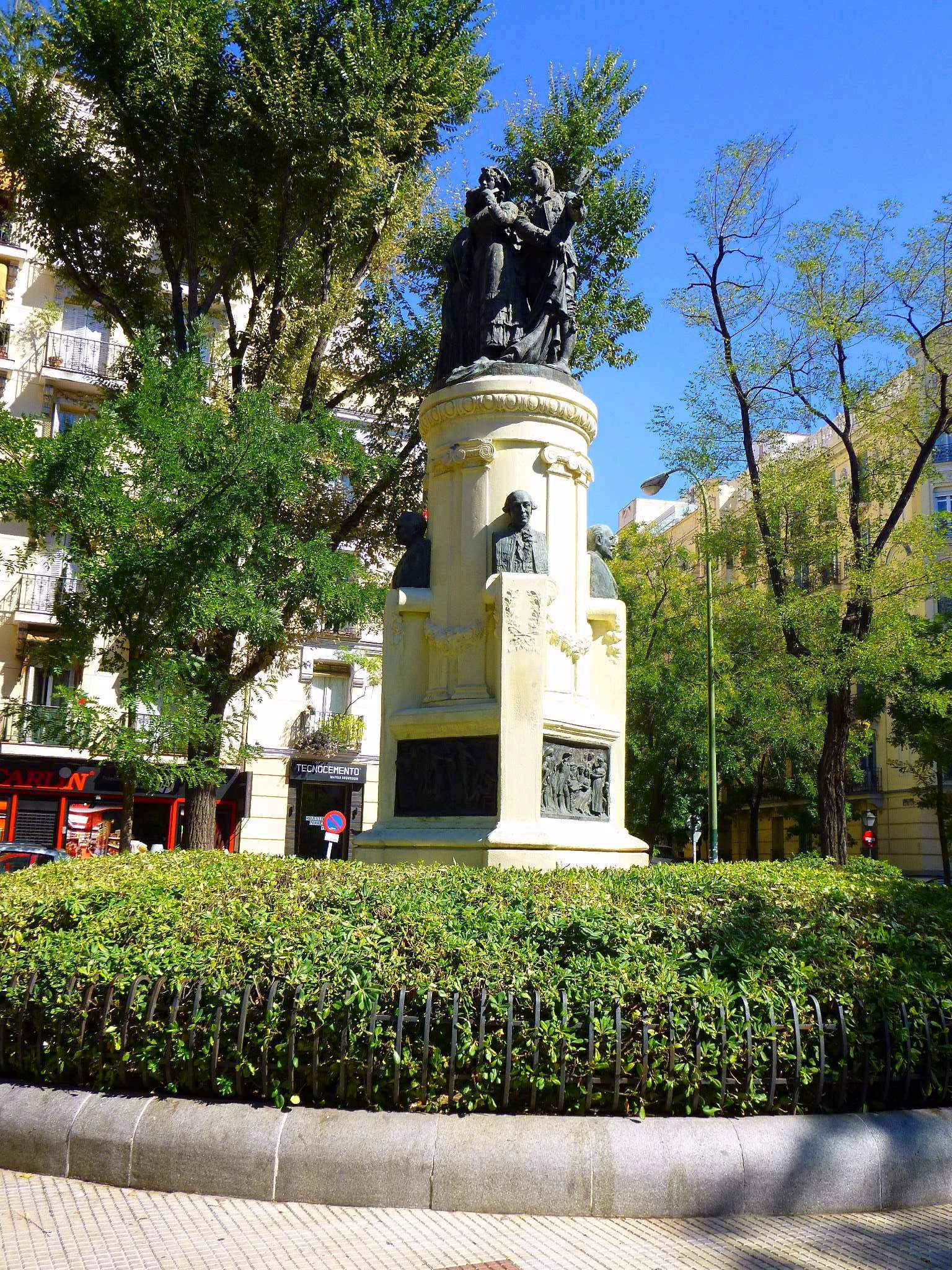
Monumento a los saineteros madrileños en 2013. Originalmente denominado Monumento a los chisperos, es obra de Lorenzo Coullaut Valera. Fue inaugurado en originalmente en la glorieta de San Vicente en 1913 y trasladado a su actual ubicación en 1933.

La plaza de los Chisperos de Chamberí es una zona ajardinada situada en la confluencia de las calles Luchana, Manuel Silvela y Francisco de Rojas en el distrito de Chamberí de Madrid. La plaza actual se creó en 1982, como continuación del plan de reforma de calles y plazas de Madrid, con una ampliación de la plaza existente y el desvío de parte del tráfico de la calle Manuel Cortina, que fue peatonalizada. 
Aunque popularmente conocida como plaza de los Chisperos, por el nombre original del monumento allí ubicado, durante muchos años no tuvo nombre oficial, aspecto que fue comentado por cronistas como Moncho Alpuente en los años 1990, hasta principios de 2018.

## Monumento a los saineteros madrileños
Se encargó el conjunto escultórico, originalmente llamado Monumento a los chisperos al escultor Lorenzo Coullaut Valera en 1910, tras pedir el periodista Mariano de Cavia, por el reciente fallecimiento de Ricardo de la Vega, el reconocimiento a los escritores de sainetes. Según su placa, «corona el monumento un grupo formado por chispero, manola y una pareja típica del Madrid castizo del siglo XIX», debajo del cual están los bustos de Ramón de la Cruz, Chueca, Ricardo de la Vega y Barbieri, y «los bajorrelieves del monumento escenifican obras del género».
El monumento fue inaugurado originalmente en la glorieta de San Vicente el 23 de junio de 1913, con la asistencia de la infanta Isabel, en representación del rey Alfonso XIII, y el alcalde de Madrid, Eduardo Vincenti, entre otras personalidades. Dos años después fue trasladado al parque de la dehesa de Arganzuela donde permaneció hasta su traslado a su actual ubicación, en 1933.

## Los chisperos de Chamberí
Entre los arquetipos del Madrid castizo, como los manolos y manolas de Lavapiés, sus herederos, los chulapos y chulapas, quienes se extendieron en el siglo XIX por el barrio de La Latina, las majas y majos retratadas por Goya, los chisperos de los siglos XVII y XVIII vivían en las herrerías ubicadas entre las calles Hortaleza y Barquillo, hacia las puertas o portillos de Recoletos y Santa Bárbara de la cerca al norte de la ciudad.
Hasta su derribo en 1850, la corrala grande conocida como la casa de Tócame Roque, al final de la calle de Barquillo, albergaba gran número de herrerías en sus bajos, en las cuales trabajaban 72 oficiales de fragua, cuyas familias ocupaban las viviendas de la planta encima de las fraguas.